# 黃金島
黃金島（1926年9月28日—2019年1月8日），本名黃圳島，生於臺中市南屯區犁頭店竹圍農家。1941年留日。

## 生平
1942年派赴海南島受訓成為大日本帝國海軍運輸部海軍機關助士，當年加入海軍特別志願兵，服役於橫須賀第四海軍陸戰隊，實戰於海南島戰區，最終階級為兵長（准下士官）。戰後被國民政府軍關入海南島北黎八所集中營。後來脫逃，組織自費回台團，海上漂流十七天。回台灣半年多，二二八事件發生後，參加二七部隊，站在第一線指揮烏牛欄戰役。大勢底定後，在追緝下逃亡六年，其間曾加入吳振武的中華民國海軍陸戰隊。1952年其反抗事蹟被調查暴露，在裝甲兵學校為警總所捕並被判無期徒刑，先後拘禁於國防部保密局高砂鐵工廠看守所、台北軍法處看守所、新店軍人監獄、綠島政治犯集中營（新生訓導處）、臺東泰源監獄、綠島感訓監獄。1975年獲特赦出獄。

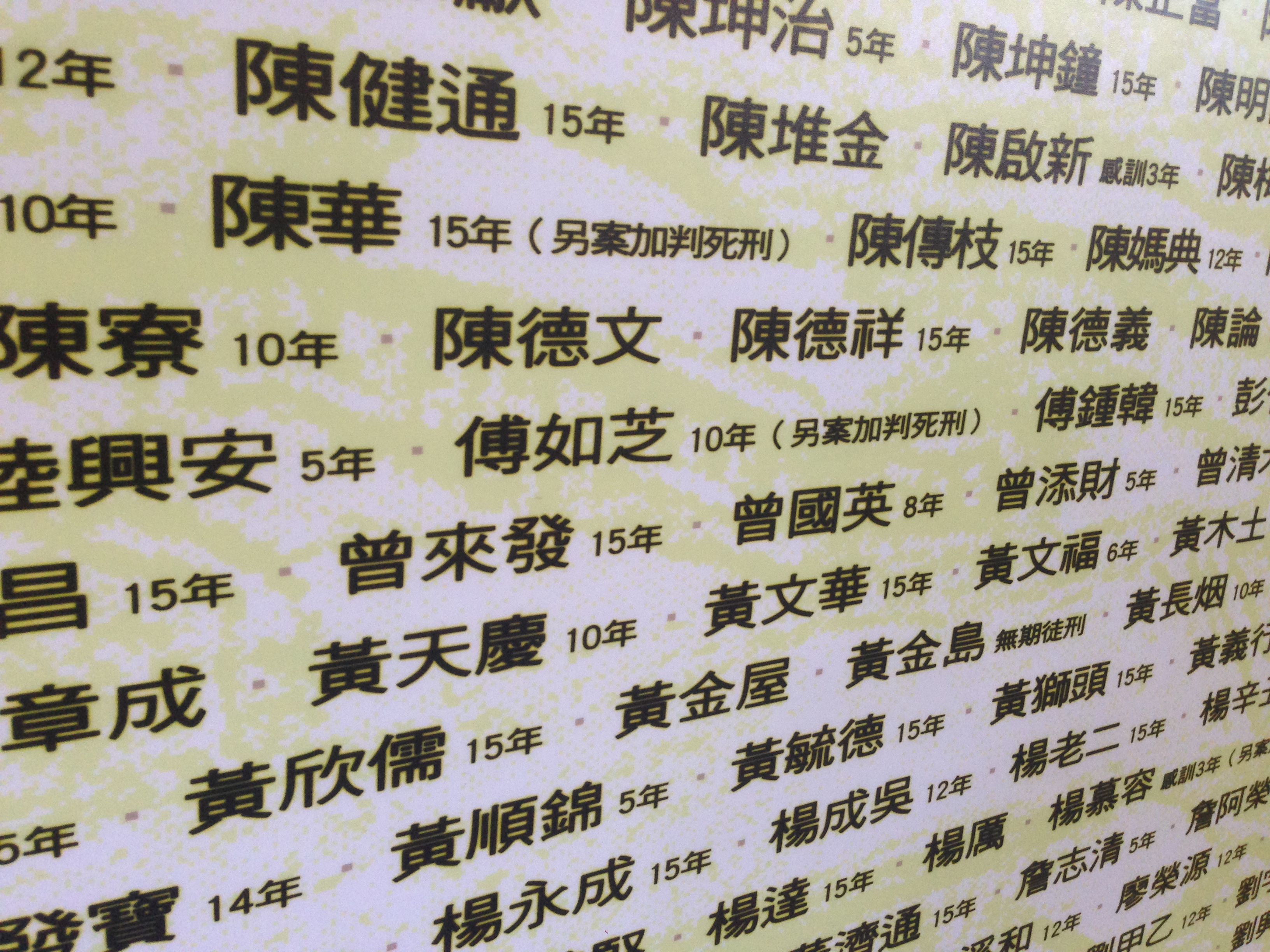
綠島人權文化園區新生訓導處第三大隊展示區的牆壁上，寫黃金島、傅如芝、蘇素霞男友曾國英等人犯。

著有《二二八戰士黃金島的一生》。

## 身後
2019年1月8日逝世，因感念黃金島「綜其生平，傳揚臺灣自由人權思潮，丕奠蓬島民主政治礎石，遺緒遐舉，累世芳傳」，於是1月21日告別式中獲副總統陳建仁代表總統蔡英文頒發褒揚令。
褒揚令原文如下：	

　　民主鬥士黃金島，本名黃圳島，汪洋自恣，嚴毅貞固。少歲負笈東瀛，貫習軍事戰技，黽勉淬鍊，奮進圖強。戰後返臺務農並任記者，旋於二二八事件期間，持秉自由平等奧義，組訓民兵「二七部隊」；匡維中臺社會治安，將護居民生命財產，勇略剛烈，愛鄉眷土。雖身陷囹圉而未改其節，復籌創大屯區民主聯誼會及臺灣公共權益協會，嗣任財團法人二二八事件紀念基金會董事，播撒民主理念種子，協濟弱勢權益保障；戮力受害者平反賠償，推展轉型正義志業，殫心畢慮，精勤堅卓，爰享「臺灣民主戰車」稱譽。曾獲頒人權紀念章暨全美臺灣人權協會鄭南榕人權獎殊榮。綜其生平，傳揚臺灣自由人權思潮，丕奠蓬島民主政治礎石，遺緒遐舉，累世芳傳。遽聞溘然殂謝，悼惜良殷，應予明令褒揚，用示軫念耆宿之至意。

總　　　統　蔡英文　　　　

行政院院長　蘇貞昌　　　　